# コリン・モールディング
コリン・モールディング（Colin Moulding、1955年8月17日 - ）は、イギリスのバンドXTCの元メンバー。前身バンド時代から2006年まで在籍。主にベースと自作曲でのボーカルを担当。メイン・ソングライターのアンディ・パートリッジに比べ発表されている曲数は少ないが、イギリスでは初めてのチャートインとなった「Life Begins at the Hop」「Making Plans for Nigel」「Generals and Majors」「King for a Day」などシングルカットされた曲は数多い。

## 来歴
1972年にアンディ・パートリッジ（ギター、ボーカル）、テリー・チェンバーズ（ドラムス）らと共にXTCの前身バンド、ヘリウム・キッズを結成。バンドはメンバーの脱退、バリー・アンドリューズ（キーボード）の加入、改名を経て1977年にヴァージン・レコードよりデビューEPをリリース。
XTC以外での活動では、ソロ・シングルのリリース、サム・フィリップス、ビリー・シャーウッド等のレコーディングへの参加がある。
XTC脱退後は音楽活動をほとんど行っていなかったが、2017年にテリー・チェンバーズとTC&Iを結成、EPをリリースし、ライブも行う。

## ディスコグラフィ

### ザ・コロネル (The Colonel)
- 「Too Many Cooks in the Kitchen」 - "Too Many Cooks in the Kitchen" (1980年) ※シングル

### TC&I
- Great Aspirations (2017年) ※EP
- Naked Flames Live at Swindon Arts Centre (2019年)

### Colin Moulding
- The Hardest Battle (2021年) ※シングル